# Constituição brasileira de 1824
A Constituição Política do Império do Brasil, comumente referida como Constituição de 1824, foi a primeira constituição do Brasil, outorgada em 25 de março de 1824 e revogada em 24 de fevereiro de 1891.
Vigente durante o período do Brasil Império, ela foi uma constituição do tipo outorgada, isso é, imposta unilateralmente pela vontade do imperador Pedro I, que a encomendara ao Conselho de Estado. D. Pedro havia dissolvido a Assembleia Constituinte em 1823 e, por meio da Constituição de 1824, impôs o seu próprio projeto político ao País. O mesmo D. Pedro viria a outorgar, em Portugal, a Carta Constitucional de 29 de abril de 1826, inspirada no modelo brasileiro.
Permaneceu em vigor por 65 anos, até a promulgação da Constituição de 1891, que, na sequência do decreto n.°1, de 15 de novembro de 1889, substituiu o ordenamento político do Império do Brasil por um de caráter republicano. Foi a constituição que vigorou por mais tempo no Brasil. Entre suas inovações estavam a liberdade de culto religioso (embora a religião oficial permanecesse a católica romana) e a liberdade de imprensa e de opinião, e originalidades como a instituição do Poder Moderador.

## Precedentes históricos
No período da outorga da Constituição de 1824 já vigoravam outras mundo afora, como as constituições de San Marino (1600, ainda em vigor com emendas), Córsega (1755), dos Estados Unidos (1787, ainda em vigor com emendas), da Comunidade Polaco-Lituana (1791), as constituições francesas do período revolucionário (nove constituições entre 1791 e 1830), da Suécia (1809, ainda em vigor com emendas), Espanha (1812), dos Países Baixos (1815, ainda em vigor com emendas), Noruega (1814, ainda em vigor com emendas), Chile (1812, 1818, 1823), Venezuela (1811, 1819), Portugal (1822), Grécia (1822, 1823), República Federal Centro-Americana (1824), Argentina (1813, 1819), Grã-Colômbia (1821), Paraguai (1813), Peru (1822) e México (1814, 1821, 1824). Entretanto, foi considerada uma das mais liberais de seu tempo, tendo sido baseada na constituição francesa de 1791 e espanhola de 1812.

## Assembleia geral constituinte de 1823

A antiga Casa de Câmara e Cadeia (Cadeia Velha), atual Palácio Tiradentes, onde ocorreu a Assembleia Constituinte do Brasil de 1823. E a primeira sede da Câmara dos Deputados.

A elaboração da constituição do Brasil de 1824 foi um processo desgastante, amplo e muito conturbado. Logo após a proclamação da independência do Brasil do Reino Unido de Portugal, Brasil e Algarves, em 7 de setembro de 1822, emergiu um conflito entre radicais e conservadores, que refletiu na composição da assembleia constituinte, instalada em 1823. 

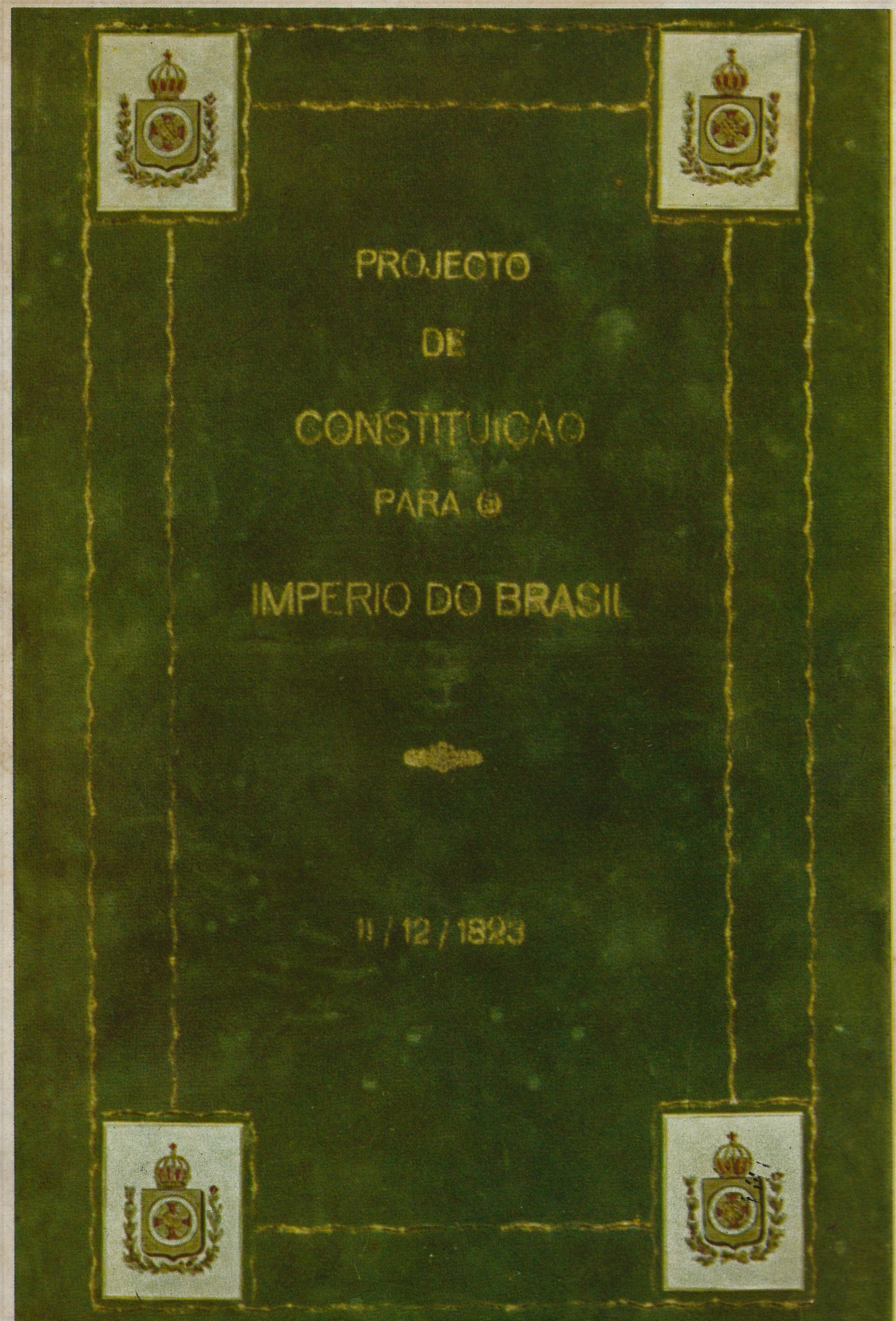
Capa do Projeto, pertencente ao acervo do Arquivo Nacional.

No dia três de maio de 1823, a assembleia geral constituinte e legislativa do império do Brasil deu início à legislatura com o intento de elaborar a primeira constituição política do país. Entre os deputados constituintes, 22 eram parte do clero. Uma parte dos constituintes tinha orientação liberal-democrata: queriam uma monarquia que delimitasse os poderes do imperador ao de uma figura decorativa.
No mesmo dia, o imperador discursou para os deputados reunidos, deixando clara a razão de ter afirmado durante sua coroação, no final do ano anterior, que a constituição deveria ser digna do Brasil e de si (frase esta que fora ideia de José Bonifácio e não sua):
Como Imperador Constitucional, e mui especialmente como Defensor Perpétuo deste Império, disse ao povo no dia primeiro de dezembro do ano próximo passado, em que fui coroado e sagrado – que com a minha espada defenderia a Pátria, Nação e a Constituição, se fosse digna do Brasil e de mim..., uma Constituição em que os três poderes sejam bem divididos... uma Constituição que, pondo barreiras inacessíveis ao despotismo quer real, aristocrático, quer democrático, afugente a anarquia e plante a árvore da liberdade a cuja sombra deve crescer a união, tranquilidade e independência deste Império, que será o assombro do mundo novo e velho. Todas as Constituições, que à maneira de 1791 e 1792 têm estabelecido suas bases, e se têm querido organizar, a experiência nos tem mostrado que são totalmente teóricas e metafísicas, e por isso inexequíveis: assim o prova a França, a Espanha e, ultimamente, Portugal. Elas não tem feito, como deviam, a felicidade geral, mas sim, depois de uma licenciosa liberdade, vemos que em uns países já aparecem, e em outros ainda não tarda a aparecer, o despotismo em um, depois de ter sido exercido por muitos, sendo consequência necessária ficarem os povos reduzidos à triste situação de presenciarem e sofrerem todos os horrores da anarquia.— 
D. Pedro I lembrou aos deputados em seu discurso que a Constituição deveria impedir eventuais abusos não somente por parte do monarca, mas também por parte da classe política e da própria população. Para tanto, seria necessário evitar implantar no país leis que na prática seriam desrespeitadas. A Assembleia num primeiro momento se prontificou a aceitar o pedido do imperador, mas alguns deputados se sentiram incomodados com o discurso de D. Pedro I. Um deles, o deputado por Pernambuco Andrade de Lima, manifestou claramente seu descontentamento, alegando que a frase do monarca fora por demais ambígua. Os deputados que se encontravam na Constituinte eram em sua grande maioria liberais moderados, reunindo "o que havia de melhor e de mais representativo no Brasil". Foram eleitos de maneira indireta e por voto censitário e não pertenciam a partidos, que ainda não existiam no país. Havia, contudo, facções entre os mesmos, sendo três discerníveis: os "bonifácios", que eram liderados por José Bonifácio e defendiam a existência de uma monarquia forte, mas constitucional e centralizada, para assim evitar a possibilidade de fragmentação do país, e pretendiam abolir o tráfico de escravos e a escravidão, realizar uma reforma agrária e de desenvolver economicamente o país livre de empréstimos estrangeiros. Os "portugueses absolutistas", que compreendiam não apenas lusitanos, mas também brasileiros e defendiam uma monarquia absoluta e centralizada, além da manutenção de seus privilégios econômicos e sociais. E por último, os "liberais federalistas", que contavam em seus quadros com portugueses e brasileiros, e que pregavam uma monarquia meramente figurativa e descentralizada, se possível federal, em conjunto com a manutenção da escravidão, além de combaterem com veemência os projetos dos bonifácios. Ideologicamente, o imperador se identificava com os bonifácios tanto em relação aos projetos sociais e econômicos, quanto em relação aos políticos, pois não tinha interesse nem em atuar como um monarca absoluto e muito menos em servir como "uma figura de papelão no governo".
O esboço da Constituição de 1823 foi escrito por Antônio Carlos de Andrada, que sofreu forte influência das Cartas francesa e norueguesa. Em seguida foi remetido à Constituinte, onde os deputados iniciaram os trabalhos para a realização da carta. Existiam diversas diferenças entre o projeto de 1823 e a posterior Constituição de 1824. Na questão do federalismo, era centralizadora, pois dividia o país em comarcas, que são divisões meramente judiciais e não administrativas. As qualificações para eleitor eram muito mais restritivas que a Carta de 1824. Definia também que seriam considerados cidadãos brasileiros somente os homens livres no Brasil, e não os escravos que eventualmente viessem a ser libertados, diferentemente da Constituição de 1824. Era prevista a separação dos três poderes, sendo o Executivo delegado ao imperador, mas a responsabilidade por seus atos recairia sobre os ministros de Estado. A Constituinte optou também pela inclusão do veto suspensivo por parte do imperador (assim como a de 1824), que poderia inclusive vetar se assim o desejasse o próprio projeto de Constituição.
Entretanto, mudanças nos rumos políticos levaram os deputados a proporem tornar o monarca uma figura meramente simbólica, completamente subordinada à Assembleia. Este fato, seguido pela aprovação de um projeto em 12 de junho de 1823, pelo qual as leis criadas pelo órgão dispensariam a sanção do Monarca levou Pedro I a entrar em choque com a Constituinte.
Em tese, D. Pedro I, por outro lado, queria manter o controle político e executivo através do veto, iniciando uma desavença entre os constituintes com diferente ponto de vista. Porém, por trás da disputa entre o imperador e a Assembleia, havia outra, mais profunda e que foi a real causa da dissolução da Constituinte. Desde o início dos trabalhos legislativos os liberais federalistas tinham como principal intuito derrubar o ministério presidido por José Bonifácio a qualquer custo e se vingar pelas perseguições que sofreram durante a Bonifácia ocorrida no ano anterior. Os portugueses absolutistas, por outro lado, viram seus interesses feridos quando José Bonifácio emitiu os decretos de 12 de novembro de 1822 e 11 de dezembro de 1822, onde no primeiro eliminava os privilégios dos lusitanos e no segundo sequestrava os bens, mercadorias e imóveis pertencentes aos mesmos que tivessem apoiado Portugal durante a independência brasileira. Apesar das diferenças, os portugueses e os liberais se aliaram com o objetivo de retirar do poder o inimigo comum. Os liberais e portugueses aliciaram os:
[…]desafetos dos Andradas, cujo valimento junto ao Imperador açulava muitas invejas e cuja altaneira, por vezes grosseira, suscetibilizava muitos melindres e feria muitas vaidades. Duros para com os adversários, os Andradas tinham suscitado fartura de inimigos no prestígio conquistado pela sua superioridade intelectual e pela sua honestidade. Os descontentes uniram-se para derrubá-los e na aliança se confundiram moderados com exaltados.— 
As duas facções aliadas arregimentaram os amigos íntimos do imperador para o seu lado, que logo trataram de envenenar a amizade do monarca com o seu grande amigo, José Bonifácio. Vendo a maior parte da Assembleia abertamente descontente com o Ministério Andrada e influenciado por seus amigos, que se identificavam com os interesses dos portugueses, Pedro I demitiu os ministros de Estado. Iniciou-se então uma guerra de ataques entre os jornais do país, que defendiam uma ou outra facção política. A aliança entre os liberais e portugueses foi efêmera. Logo que o Ministério Andrada foi demitido, os dois grupos voltaram-se um contra o outro. Para o monarca qualquer relação com os liberais seria inadmissível, pois sabia muito bem de suas intenções em transformá-lo numa figura meramente decorativa. Os ataques contra os portugueses em geral e até mesmo contra D. Pedro I por parte dos jornais e deputados a favor dos Andradas levou o imperador a se aproximar dos portugueses.

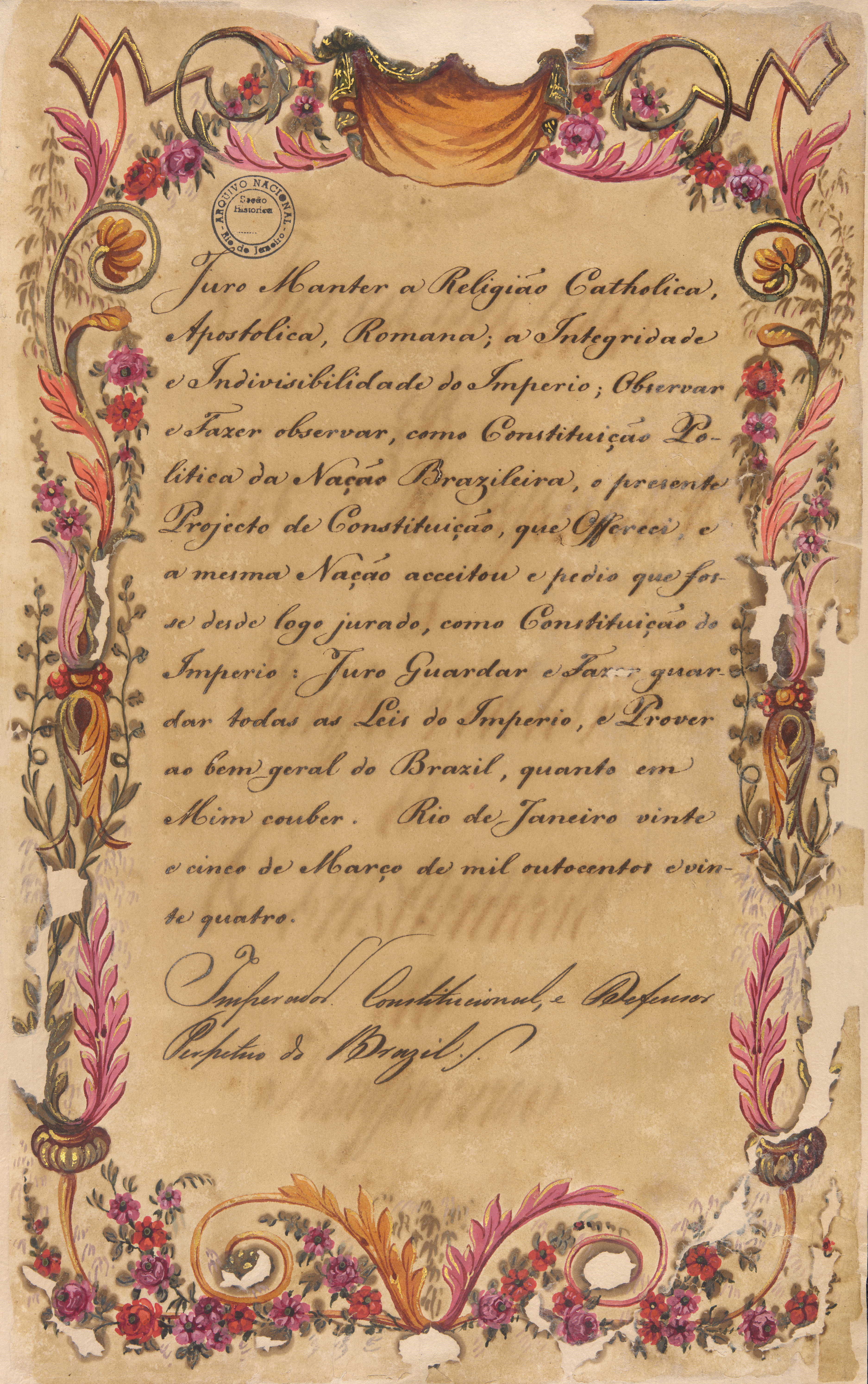
Juramento de Pedro I à Constituição do Império. Documento sob guarda do Arquivo Nacional.

A crise tornou-se ainda mais séria quando um episódio que normalmente seria completamente ignorado acabou por ser utilizado para fins políticos. No dia 5 de novembro, um boticário nascido no Brasil, que também praticava o jornalismo, sofreu agressões físicas por parte de dois oficiais lusitanos que erroneamente acreditavam que ele tivesse sido o autor de artigo injurioso contra o povo português. Os Andradas, que no dia 12 de agosto haviam lançado o seu próprio jornal, O Tamoyo, aproveitaram a oportunidade para alegar que a agressão sofrida pelo boticário fora na realidade um atentado contra a honra do Brasil e do povo brasileiro. Antônio Carlos de Andrada e Martim Francisco de Andrada foram levados sobre os ombros de uma multidão e seguiu-se uma onda de xenofobia antilusitana que acirrou ainda mais os ânimos. No dia 10, os irmãos chegaram a propor na Assembleia, que os direitos civis de militares e civis lusitanos fossem retirados e que deveriam ser deportados.
A tudo o imperador assistiu da janela do Paço Imperial, que se encontrava ao lado da "Cadeia Velha", nome do local onde estava se realizando a Constituinte. O imperador ordenou que o Exército se preparasse para um conflito, determinando ao General Curado, que levasse as suas tropas para São Cristóvão. "Dom Pedro I detinha a fidelidade da oficialidade, que se sentira agredida pelos insultos direcionados a si e ao imperador pelos jornais aliados aos Andradas e exigia uma punição aos mesmos.
Os deputados demonstraram apreensão e exigiram respostas sobre a razão da reunião de tropas em São Cristóvão. O ministro do Império, Francisco Vilela Barbosa, representando o governo, alegou que o posicionamento das tropas era para evitar brigas e desentendimentos. O novo Ministro-Chefe, também disse aos presentes que a culpa pela maneira como as coisas se desenrolavam, era dos Andrada e dos jornais envolvidos com o que estava acontecendo. Demandou também que se processassem os irmãos Andradas e os jornais pelos supostos abusos que cometeram. Os deputados reunidos debateram sobre a proposta do governo e permaneceram em sessão durante a madrugada. A Assembleia, sem chegar a uma resolução pacífica, se recusou a tomar decisões contra os Andrada e os jornais envolvidos. Só fariam algo caso as tropas, que já estavam fora da cidade, se se retirassem para mais longe. Mas no dia seguinte quando Vilela Barbosa retornou à Assembleia para dar explicações sobre a reunião das tropas, alguns deputados gritaram exigindo que Pedro I fosse declarado "fora da lei".

### A dissolução da Assembleia
O Imperador, fazendo nota de que a Assembleia não pretendia tomar atitude a respeito de seu antilusitanismo, e que não puniria nem a Imprensa nem os deputados envolvidos, assinou o decreto dissolvendo a Constituinte, antes mesmo que o ministro do Império retornasse da Assembleia. Pedro I ordenou ao exército a invasão do congresso em 12 de novembro de 1823, prendendo e exilando diversos deputados, esse ato ficou conhecido como "noite da agonia". Feito isto, reuniu dez cidadãos de sua inteira confiança, pertencentes ao Partido Português, dentre eles o distinto João Gomes da Silveira Mendonça, marquês de Sabará, os quais, após algumas discussões a portas fechadas, redigiram a primeira constituição do Brasil no dia 25 de março de 1824, sendo escrita pelo arquivista das bibliotecas reais, Luís Joaquim dos Santos Marrocos. Essa nova Carta, era de acordo com o Imperador duas vezes mais liberal que aquela que estava sendo discutida. Pedro I iria repetir o mesmo processo dois anos depois, já como Pedro IV de Portugal, participando da elaboração da constituição portuguesa de 1826. Sobre o episódio, Oliveira Lima afirmou que:
A madrugada da ‘noite de agonia’ não iluminou todavia martírio algum. Os deputados que se tinham declarado prontos a cair varados pelas baionetas imperiais, voltaram tranquilamente para suas habitações, sem que os soldados os incomodassem. Seis tão-somente foram deportados para a França, entre eles os três Andradas".— 
Os portugueses propuseram a Pedro I que enviasse os irmãos Andradas para Portugal pois lá muito provavelmente seriam condenados à morte por suas participações na independência brasileira. Pediram apenas o seu consentimento. "Não! Não consinto porque é uma perfídia [deslealdade]", respondeu o monarca. Apesar da apreensão de Pedro I quanto a possibilidade de se tornar uma figura nula no governo do país e sua demonstração de descontentamento, não foi a razão principal do fechamento da Constituinte. Os deputados deveriam ter se reunido para elaborarem uma Constituição para o país e debater seus artigos. Contudo, perderam-se em disputas pelo poder e somente para defender seus próprios interesses levaram a capital do Império à beira da anarquia. Este não foi o fim dos deputados, entretanto. Da Constituinte saíram 33 senadores, 28 ministros de Estado, 18 presidentes de província, 7 membros do primeiro Conselho de Estado e 4 regentes do Império.

## Outorga da Constituição de 1824

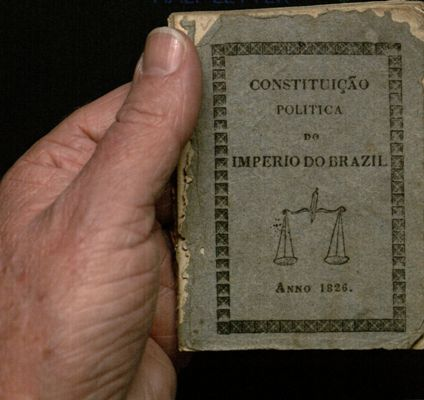
Mini exemplar da Constituição Política do Império do Brasil, impresso em 1826.

Constituição Política do Império do Brasil, primeira página (Arquivo Nacional).

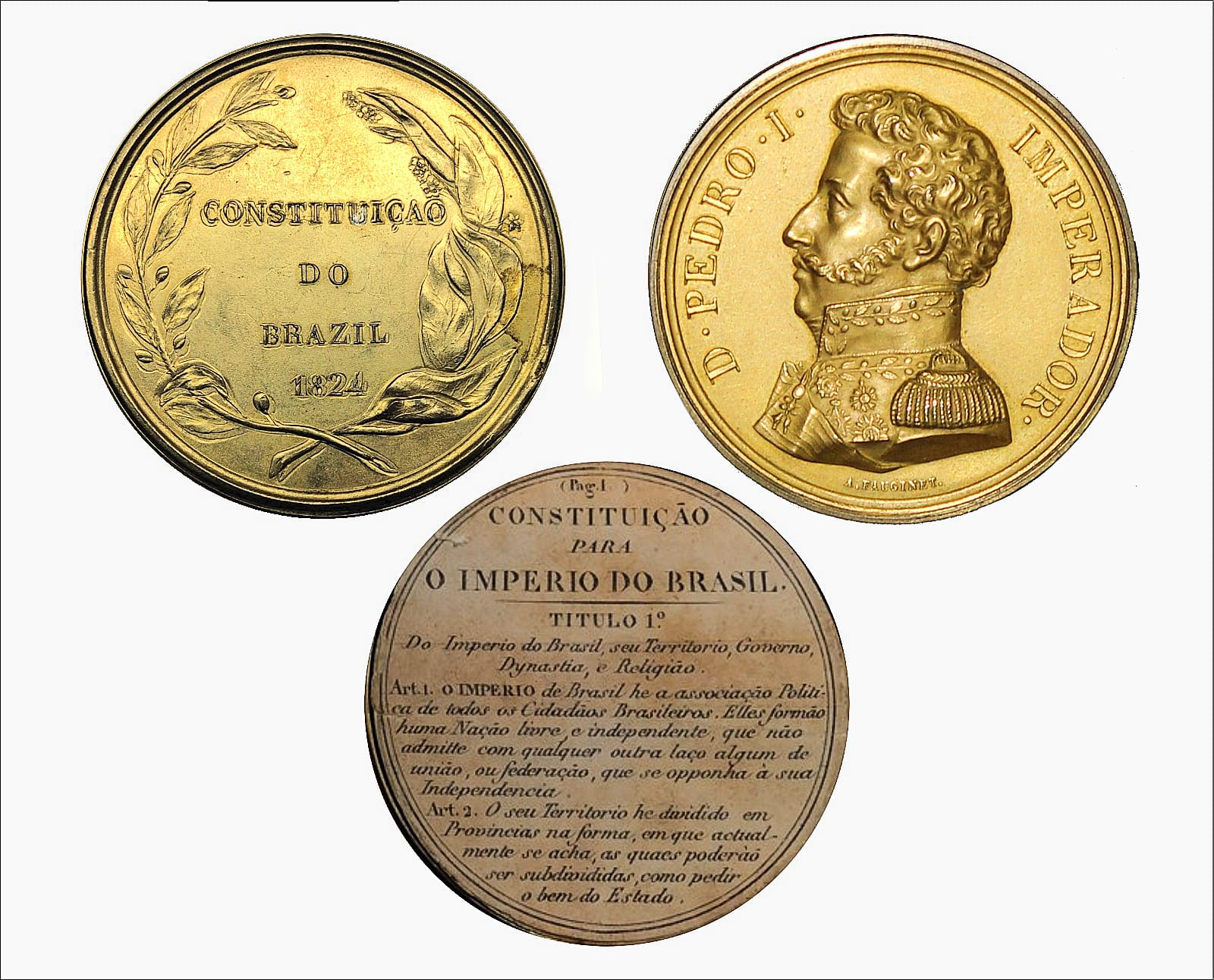
Raro exemplar de 1824 em medalha-caixeta.

Não era o desejo de D. Pedro I imperar como um déspota, pois "sua ambição era ser guardado pelo amor de seu povo e pela fidelidade das suas tropas e não impor sua tirania". O imperador, por tal razão, encarregou o Conselho de Estado criado em 13 de novembro de 1823 de redigir um novo projeto de Constituição que estaria finalizado em apenas quinze dias. Era um "conselho de notáveis" formado por juristas renomados, sendo todos brasileiros natos. O grupo incluía Carneiro de Campos, principal autor da nova Carta, além de Vilela Barbosa, Maciel da Costa, Nogueira da Gama, Carvalho e Melo, dentre outros. O Conselho de Estado utilizou como base o projeto da Constituinte e assim que terminou, enviou uma cópia da nova Constituição para todas as câmaras municipais. Esperava-se que a Carta servisse como um projeto para uma nova Assembleia Constituinte. Contudo, as câmaras municipais sugeriram ao invés que se adotasse "imediatamente" o projeto como a Constituição brasileira. Em seguida, as câmaras municipais, compostas por vereadores eleitos pelo povo brasileiro como seus representantes, votaram a favor por sua adoção como a Carta Magna do Brasil independente. Pouquíssimas câmaras fizeram qualquer tipo de observação a Constituição e praticamente nenhuma fez alguma reserva. A primeira Constituição brasileira foi então outorgada por D. Pedro I e solenemente jurada na Catedral do Império, pelo Imperador, sua esposa, D.Leopoldina, e as demais autoridades, no dia 25 de março de 1824.
A Carta outorgada em 1824 foi influenciada pelas Constituições francesa de 1791, espanhola de 1812, a norueguesa e a portuguesa. Era um "belo documento de liberalismo do tipo francês", com um sistema representativo baseado na teoria da soberania nacional. A forma de governo era a monárquica, hereditária, constitucional e representativa, sendo o país dividido formalmente em províncias e o poder político estava dividido em quatro, conforme a filosofia liberal das teorias da separação dos poderes e de Benjamin Constant. A Constituição era uma das mais liberais que existiam em sua época, até mesmo superando as europeias. Fora mais liberal, em diversos pontos, e menos centralizadora que o projeto da Constituinte, revelando que os "constituintes do primeiro reinado que estavam perfeitamente atualizados com as ideias da época". Apesar da Constituição prever a possibilidade de liberdade religiosa somente em âmbito doméstico, na prática, ela era total. Tanto os protestantes, como judeus e seguidores de outras religiões mantiveram seus templos religiosos e a mais completa liberdade de culto. Continha uma inovação, que era o Poder Moderador. Este Poder serviria para "resolver impasses e assegurar o funcionamento do governo". A separação entre o Poder Executivo e Moderador surgiu a partir da prática no sistema monárquico-parlamentarista britânico.
Havia na Carta Magna "algumas das melhores possibilidades da revolução liberal que andava pelo ocidente – as que iriam frutificar, embora imperfeitamente, no reinado de D. Pedro II". Isabel Lustosa diz que "segundo [Neill] Macaulay, ele proporcionou uma Carta invulgar, sob a qual o Brasil salvaguardou por mais de 65 anos os direitos básicos dos cidadãos de maneira melhor 'do que qualquer outra nação do hemisfério ocidental, com a possível exceção dos Estados Unidos'". De acordo com João de Scantimburgo:
D. Pedro I e os seus constituintes tiveram o bom senso de escolher o melhor regime para a nação tropical, que se emancipava na América, sem copiar os Estados Unidos já consolidados, e as nações hispano-americanas retaliadas por tropelias sem fim, pelo revezamento de breves períodos democráticos e ditaduras caudilhescas.
Houve uma reforma constitucional no ano de 1834 que extinguiu o Conselho de Estado e deu maior autonomia às assembleias legislativas das províncias (BONAVIDES, Paulo. História Constitucional do Brasil. 3ed. Rio de Janeiro: Paz e Terra, 1991.p. 110 a 120)

## Características do Estado delineado

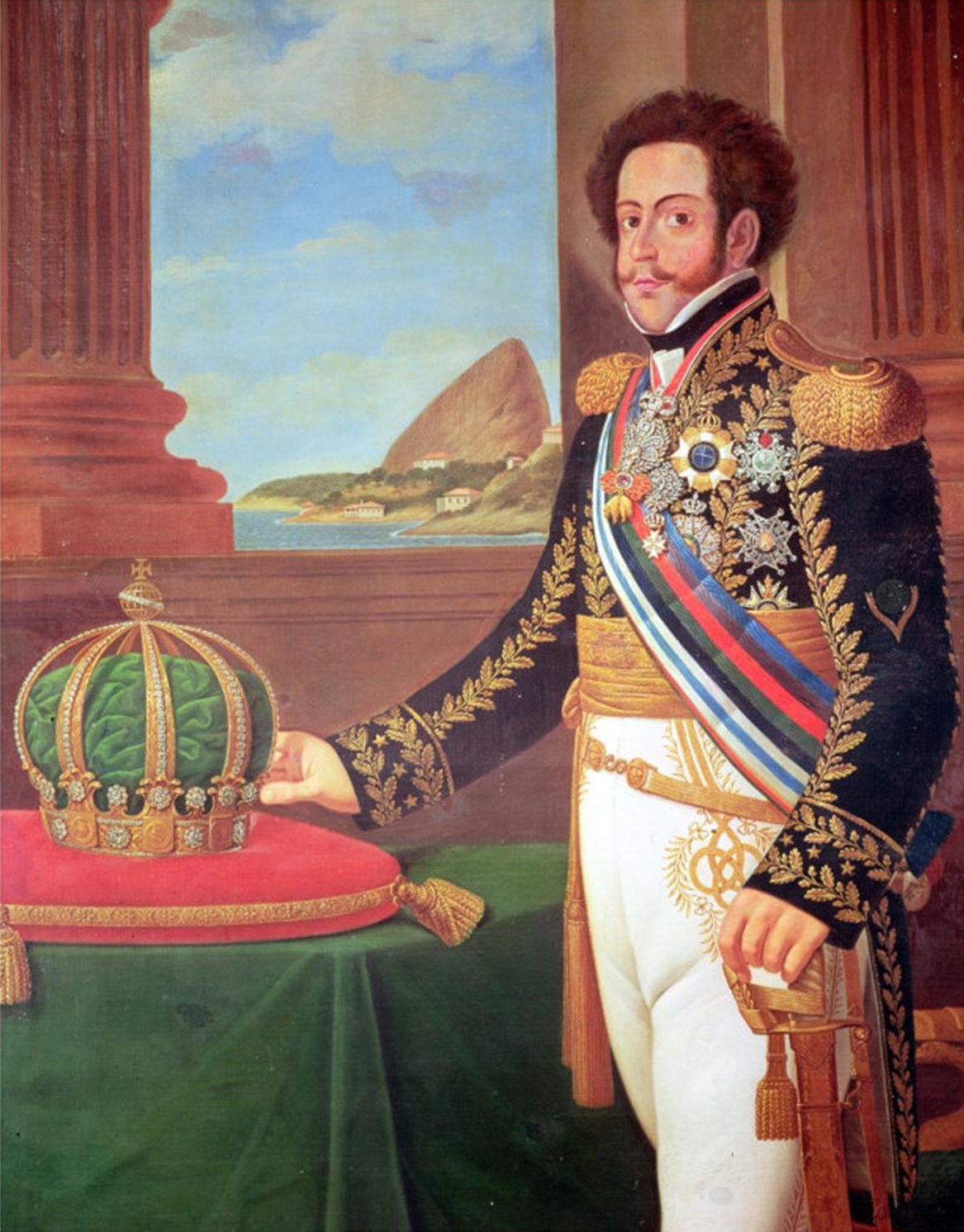
A constituição definiu o imperador como chefe de estado e do poder executivo do Brasil. Na imagem D. Pedro I e a coroa imperial do Brasil. Artista: Henrique José da Silva.

A constituição de 1824 é dividida em oito títulos:
- Título 1º – Do Império do Brasil, seu Território, Governo, Dinastia e Religião.
- Título 2º – Dos Cidadãos Brasileiros.
- Título 3º – Dos Poderes, e Representação Nacional.
- Título 4º – Do Poder Legislativo.
  - Capítulo I – Do: Ramos do Poder Legislativo, e suas atribuições.
  - Capítulo II – Da Câmara dos Deputados.
  - Capítulo III – Do Senado.
  - Capítulo IV – Da Proposição, Discussão, Sanção, e Promulgação das Leis.
  - Capítulo V – Dos Conselhos Gerais de Província, e suas atribuições.
  - Capítulo VI – Das Eleições.
- Título 5º – Do Imperador.
  - Capítulo I – Do Poder Moderador.
  - Capítulo II – Do Poder Executivo.
  - Capítulo III – Da Família Imperial, e sua Dotação.
  - Capítulo IV – Da Sucessão do Império.
  - Capítulo V – Da Regência na menoridade, ou impedimento do Imperador.
  - Capítulo VI – Do Ministério.
  - Capítulo VII – Do Conselho de Estado.
  - Capítulo VIII – Da Força Militar.
- Título 6º – Do Poder Judicial.
  - Capítulo único: Dos Juízes, e Tribunais de Justiça.
- Título 7º – Da Administração e Economia das Províncias.
  - Capítulo I – Da Administração.
  - Capítulo II – Das Câmaras.
  - Capítulo III – Da Fazenda Nacional.
- Título 8º – Das Disposições Gerais, e Garantias dos Direitos Civis, e Políticos dos Cidadãos Brasileiros.

Entre as principais definições da constituição de 1824, estão:
- O governo era uma monarquia unitária e hereditária;
- A existência de 4 poderes: o Legislativo, o Executivo, o Judiciário e o Poder Moderador, este acima dos demais poderes, exercido pelo imperador;
- O Estado adotava o catolicismo apostólico romano como religião oficial. De acordo com o artigo 5º da CF/1824, as outras religiões eram permitidas com seus cultos domésticos, sendo proibida a construção de templos com aspecto exterior diferenciado;
- Os deputados eleitos deveriam obrigatoriamente professar a religião católica (art. 95, III da CF/1824);[52]
- Define quem é considerado cidadão brasileiro;
- As eleições eram censitárias e indiretas;
- Submissão da Igreja ao Estado, inclusive com o direito do imperador de conceder cargos eclesiásticos na Igreja Católica (padroado);
- Foi uma das primeiras do mundo a incluir em seu texto (artigo 179) um rol de direitos e garantias individuais;
- O imperador era inimputável (não respondia judicialmente por seus atos);
- Por meio do Poder Moderador o imperador nomeava os membros vitalícios do Conselho de Estado, os presidentes de província, as autoridades eclesiásticas da Igreja Católica Apostólica Romana e os membros do Senado vitalício. Também nomeava e suspendia os magistrados do Poder Judiciário, assim como nomeava e destituía os ministros do Poder Executivo.

Alguns artigos preponderantes da constituição:
- Art. 1. O Império do Brasil é a associação política de todos os brasileiros. Eles formam uma nação livre e independente, que não admite com qualquer outro laço algum de união e federação que se oponha à sua independência;
- Art. 3. O seu governo é monárquico, hereditário, constitucional e representativo;
- Art. 5. A Religião Católica Apostólica Romana continuará a ser a religião do Império. Todas as outras religiões serão permitidas com seu culto doméstico, ou particular, em casas para isso destinadas, sem forma algum exterior de templo;
- Art. 11. Os representantes da Nação brasileira são o imperador e a Assembleia Geral;
- Art. 14. A Assembleia Geral compõe-se de duas câmaras: Câmara de Deputados e Câmara de Senadores ou Senado;
- Art. 35.  A Câmara dos Deputados é eletiva e temporária;
- Art. 40. O Senado é composto de membros vitalícios e será organizado por eleição provincial;
- Art. 98. O Poder Moderador é a chave de toda a organização política e é delegada privativamente ao imperador, como Chefe Supremo da Nação e seu Primeiro Representante, para que incessantemente vele sobre a manutenção da independência, equilíbrio e harmonia dos mais Poderes políticos;
- Art. 102. O imperador é o Chefe do Poder Executivo e o exercita pelos seus ministros de Estado;
- Art. 137. Haverá um Conselho de Estado, composto de conselheiros vitalícios, ou seja, nomeados pelo imperador.

## Classificação jurídica
É uma Constituição escrita, semirrígida, codificada, outorgada, dogmática e analítica.
No Direito Constitucional, fala-se em constituição outorgada quando esta é imposta unilateralmente pela vontade do governante, em contraposição às promulgadas, que derivam, em tese, do poder popular, por meio de uma assembleia constituinte ou órgão similar.

## Vigência e reformas
A constituição recebeu importantes modificações por meio do ato adicional de 1834, que, dentre outras alterações, criou as assembleias legislativas provinciais. Ela é, até os dias atuais, a constituição brasileira que teve a vigência mais longa, de 65 anos.
A respeito de reformas, João Camilo de Oliveira Torres, no livro A democracia coroada: teoria política do Império do Brasil,  assim menciona:
| “ | Além disto eminentemente plástica: permitia reforma de artigos por lei ordinária e muitas alterações por simples costumes. Somente os artigos que fossem “constitucionais” dependiam das formalidades específicas da reforma: aqueles que dissessem respeito aos limites e atribuições dos poderes políticos e aos direitos individuais e políticos dos cidadãos.”. Quer dizer: somente se considerava reforma da Constituição a alteração do regime ou da forma do governo... O resto, a lei ordinária podia mudar. | ” |

Na citada obra Torres também menciona algumas alterações legais que mudaram a constituição pelo rito simplificado, lei ordinária, a exemplo: a criação do cargo do Primeiro-Ministro do Brasil em 1847 e as eleições diretas pela Lei Saraiva em 1881.